# Milwaukee
Milwaukee är en stad i Wisconsin i USA. Med sina 594 833 invånare (2010) är Milwaukee den största staden i Wisconsin. Milwaukee är huvudort i Milwaukee County och ligger på den västra sidan av Michigansjön, cirka 130 kilometer norr om Chicago.
Vädret i Milwaukee är starkt påverkat av det inlandsklimat som råder i hela Mellanvästern. I den kallaste månaden januari är medeltemperaturen cirka −5 grader Celsius (högsta dagstemperatur en genomsnittlig dag ca −1,7 °C), trots att staden ligger längre söderut än Marseille vid Medelhavet. I juli är den högsta dagstemperaturen en genomsnittlig dag cirka 27 grader Celsius.
Många tyska och nederländska emigranter slog sig ned i Milwaukee och deras arv präglar staden än i dag. 
Enligt folkräkningen 2010 var 45 % av invånarna vita, 40 % svarta, 4 % asiater och 1 % urinvånare.

## Historia
Den första bosättaren i Milwaukee var den franskspråkige Alexis Laframboise, som skapade en handelsplats här. Milwaukee grundades 1846 då orterna Walker's Point, Juneautown och Kilbourntown förenades. De hade tidigare legat i konflikt med varandra. Under 1800-talet kom staden att präglas av den stora tyska invandringen och 1890 bestod invånarna av 69 % tyskättade. Det tyska inflytandet skapande också stadens storindustri – bryggerierna. Här återfinns stora amerikanska ölmärken som Pabst, Schlitz, Stroh och Miller. Milwaukee fick också en stor polsk minoritet under 1800-talet. Den stora emigrationen under 1800-talet till USA gjorde också att Milwaukee fick en stor inflyttning från Litauen, Italien, Irland, Frankrike, Ryssland, Böhmen och Sverige. I dag finns en även en betydande minoriteter med rötter i Kroatien och Serbien samt en växande bosnisk grupp.
Milwaukee kom under 1900-talets första hälft återkommande att regeras av socialistiska politiker som blev kända som "Sewer Socialists" då de satsade på att bygga ut stadens avloppssystem och förbättra infrastrukturen för invånarna. Tre gånger hade staden en socialistisk borgmästare: Emil Seidel (1910–1912), Daniel Hoan (1916–1940) och Frank Zeidler (1948–1960).
Industrialiseringen gjorde att många afroamerikaner flyttade till staden och från 1950-talet har gruppen hispanics vuxit.
1960 var Milwaukee en av USA:s största städer, men i slutet av 1960-talet började befolkningen att minska när innerstaden lämnades för omkringliggande orter. Milwaukee upplevde dock inte samma befolkningskris som andra städer i området, det så kallade Rostbältet, under 1970-talets urbana förfall. Sedan 1980-talet har staden satsat på att återuppliva innerstaden och göra nedgångna stadsdelar attraktiva, bland annat Historic Third Ward och Lincoln Village.

## Näringsliv
Ölkulturen är stark, med Miller Brewing Company som den stora tillverkaren.
Här tillverkas även motorcykeln Harley-Davidson.

## Sport

### Professionella klubbar i de stora lagsporterna
- Major League Baseball (baseboll)
  - Milwaukee Brewers
- National Basketball Association (basket)
  - Milwaukee Bucks
- American Hockey League (ishockey)
  - Milwaukee Admirals